# Diplycosia pauciseta
Diplycosia pauciseta är en ljungväxtart som beskrevs av Elmer Drew Merrill. Diplycosia pauciseta ingår i släktet Diplycosia och familjen ljungväxter. Inga underarter finns listade i Catalogue of Life.